# Grande Puanteur

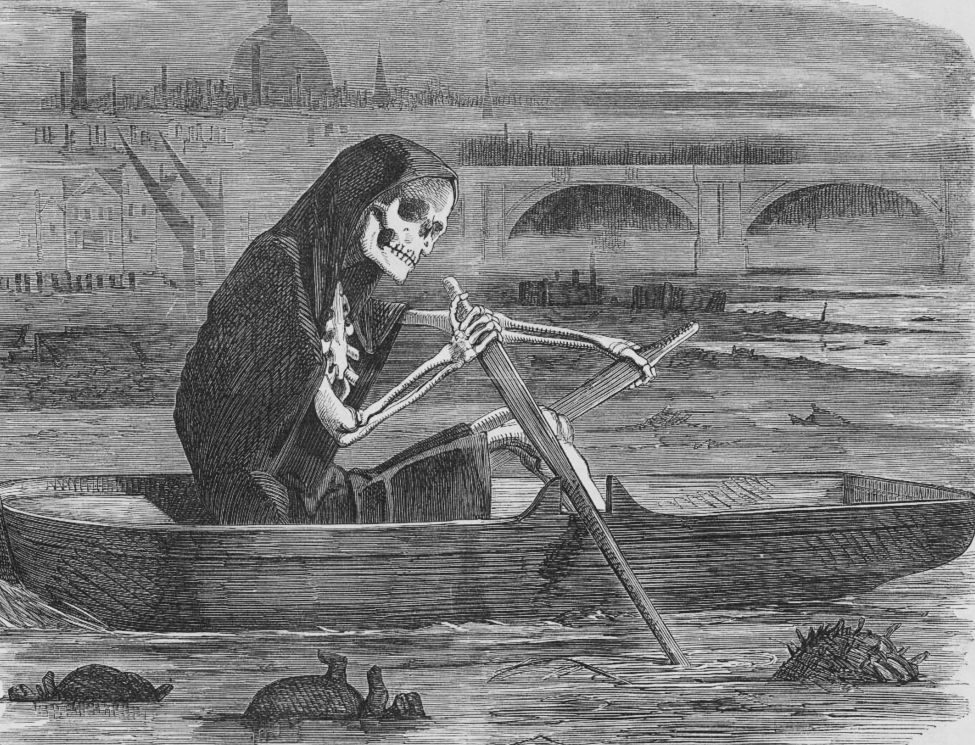
The silent highwayman, la mort rôde sur la Tamise, caricature de l'époque.

« La Grande Puanteur », appelée The Great Stink ou The Big Stink en anglais, est un épisode de l'histoire de Londres durant l'été 1858, alors que la Tamise sentait horriblement mauvais du fait des écoulements d'eaux usées et de la chaleur qui régnait. La puanteur indisposa une grande partie de la population londonienne, empêcha même les députés de siéger, et entraîna la construction d'égouts à grande échelle et une nouvelle politique appelée « révolution sanitaire ».

## Contexte: situation sanitaire à Londres

### Approvisionnement en eau
Jusqu'à la fin du XVIe siècle, les habitants de Londres utilisaient l'eau de puits, de la Tamise, ou de quelques sources naturelles. La source de Tyburn était connectée par des tuyaux en plomb jusqu'à une grande citerne, la « grande conduite » (the Great Conduit). Afin que l'eau ne soit pas revendue illégalement, les autorités employaient des gardes pour ces tuyaux, qui s'assuraient que les cuisiniers, les brasseurs et les poissonniers payaient pour l'eau utilisée ainsi.
Les Londoniens les plus riches qui vivaient près d'un tel réservoir pouvaient avoir une connexion directement dans leur maison. Pour les autres, des porteurs d'eau amenaient l'eau aux maisons, formant une guilde appelée la « Confrérie de St. Cristofe des porteurs d'eau » (The Brotherhood of St. Cristofer of the Waterbearers, orthographe d'origine).
En 1582, le Hollandais Peter Morice loua l'arche Nord du London Bridge et construisit dans l'arche une roue à aubes pour faire parvenir l'eau de la Tamise en divers endroits de Londres. D'autres roues furent construites en 1584 et 1701, et restèrent en utilisation jusqu'en 1822.
En 1815, on autorisa les eaux usées à être déversées dans la Tamise par les égouts, si bien que pendant sept ans, les écoulements des toilettes furent déversés dans la Tamise et potentiellement renvoyés dans les maisons.

### Toilettes

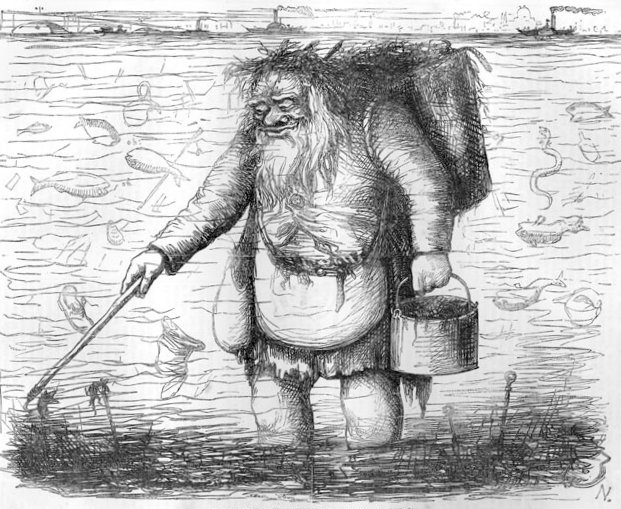
Le sale père Tamise, caricature de 1848 de Punch magazine. Le poème décrit l'état de la Tamise à l'époque.

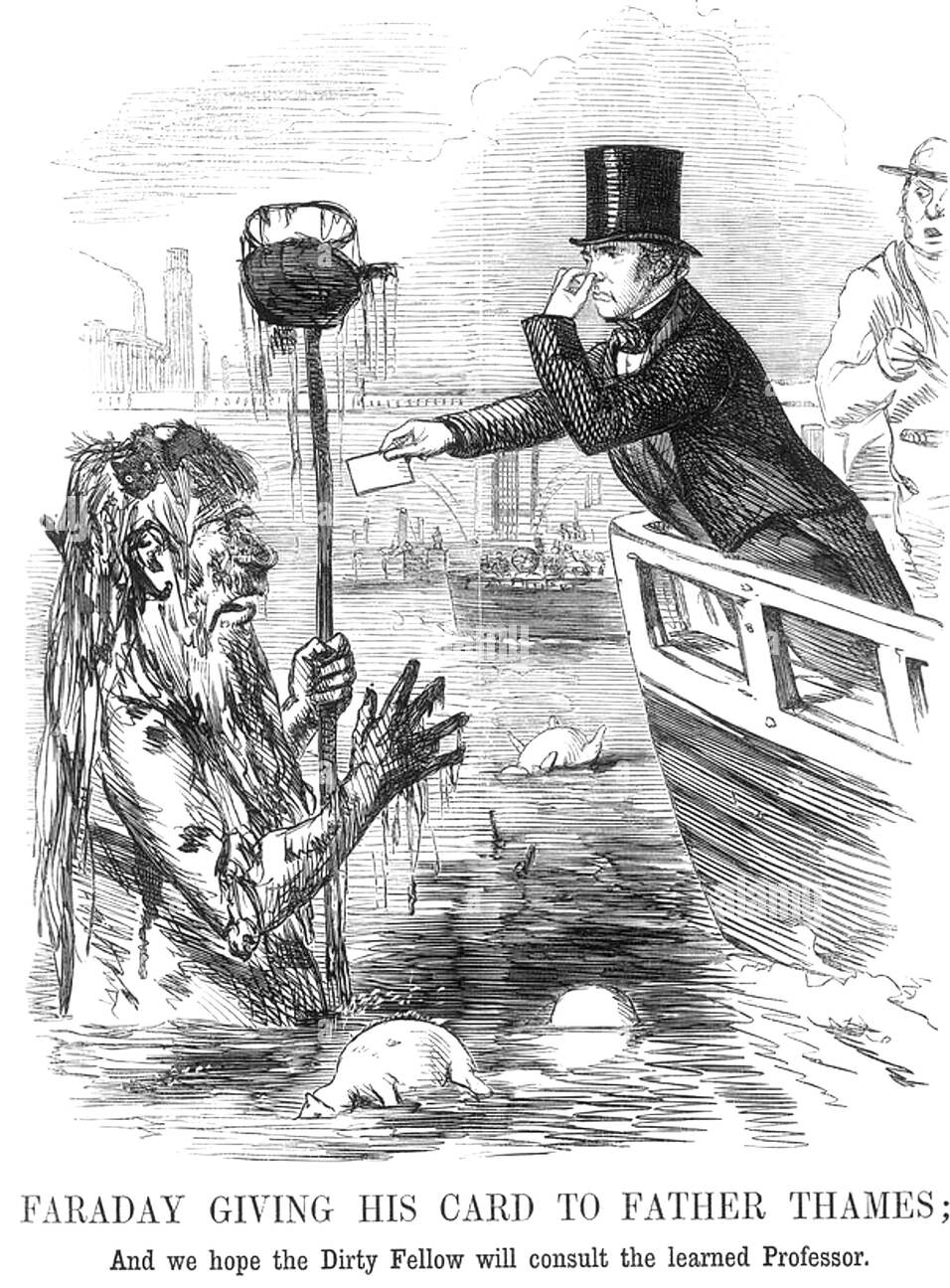
Michael Faraday donnant sa carte au Père Tamise, caricature de Punch à propos de la lettre de Faraday.

Depuis le début du XIXe siècle, les foyers commençaient à être équipés de toilettes à chasse d'eau à la place des pots de chambre que les Londoniens utilisaient traditionnellement. Le marché des toilettes avait émergé en même temps que celui de nombreux accessoires pour la maison. Ainsi, les grands projets immobiliers des années 1820 étaient les premiers à inclure des toilettes dans chaque maison. À partir des années 1840, les toilettes étaient devenues un objet standard dans toutes les maisons des classes supérieures et commençaient à être adoptées par les autres classes sociales.
Les toilettes offraient un confort bien supérieur et permettaient d'éviter les odeurs dans la maison. En revanche, les toilettes utilisaient bien plus d'eau, et généraient davantage d'eaux usées, qui finissaient tout de même dans les fosses d'aisance au fond des jardins et dans les caves. En 1810, la ville de Londres comptait un million d'habitants et 200 000 fosses d'aisance. Les fosses d'aisance étaient habituellement vidées la nuit par les nightmen, qui revendaient ensuite les boues comme engrais pour les champs situés près de Londres.
En 1842, Edwin Chadwick publie son Report on the Sanitary Condition of the Labouring Population of Great Britain (« Rapport sur la situation sanitaire de la classe ouvrière britannique ») et attire l'attention sur les conséquences sanitaires de ces fosses, que la classe ouvrière ne peut faire vidanger, en raison du prix de un shilling par vidange. Les vidangeurs amenaient les boues jusqu'aux champs près de la ville ; mais Londres s'étant considérablement agrandi, ils devaient parcourir une distance plus longue, d'où l'augmentation des prix. En 1847, le guano commence à être utilisé comme engrais sur les champs ; importé d'Amérique du Sud, il est à la fois moins cher et bien plus facile à manipuler, et le marché des engrais d'origine humaine périclite.

### Fosses d'aisance et état de la Tamise
En l'absence de vidange organisée des fosses d'aisance, le contenu de celles-ci commença à être déversé dans les canaux des rues. Ces canaux étaient prévus à l'origine uniquement pour les eaux de pluie, mais ils charriaient également les écoulements des usines, des abattoirs, etc., contaminant la ville avant de se déverser dans la Tamise. Les différentes rivières de Londres étaient donc extrêmement polluées. La Tamise était particulièrement sollicitée, en raison du pompage d'eau pour la consommation d'une part, et du déversement d'eaux usées toujours croissant d'autre part. Le constructeur Thomas Cubitt observait en 1840 que, si chaque maison avait sa fosse d'aisance, « la Tamise est devenue une grande fosse d'aisance ». Les cours d'eau du sud de Londres ne pouvaient se décharger dans la Tamise qu'à marée basse, et stagnaient le reste du temps.
Depuis le rapport de Chadwick en 1842, divers efforts avaient été entrepris pour moderniser les égouts de Londres, mais restaient bloqués en raison de lenteurs administratives, de budgets insuffisants et de l'absence de responsabilités précises : plusieurs administrations avaient la responsabilité de ces travaux à l'époque, il y avait huit commissions différentes chargées des égouts, chacune s'occupant uniquement de son district.
En 1855, Michael Faraday écrit au Times à propos de l'état de la Tamise. Sa lettre, célèbre et caricaturée, décrit la Tamise comme un « fluide brun pâle et opaque », il en teste l'opacité (il arrive à voir un objet jusqu'à un demi-pouce de profondeur, soit un peu plus d'un centimètre) et décrit les « matières fécales visibles près des ponts, accumulées en nuages à la surface ».

## La Grande Puanteur

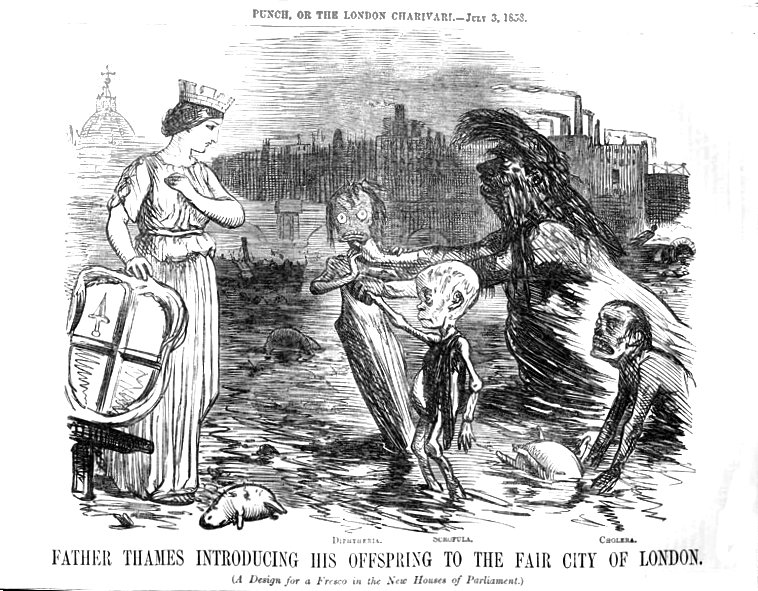
Le Père Tamise présente ses enfants à la ville de Londres : les « enfants » sont diphtérie, écrouelles et choléra. Caricature du 3 juillet 1858.

En 1858, l'été est inhabituellement chaud et long. Depuis le mois de juin, la Tamise ainsi que d'autres rivières londoniennes voient leur volume réduit, tandis que les excréments finissent par occuper tout le volume. La chaleur permet aux bactéries de se développer, si bien que la puanteur atteint une ampleur inconnue jusque-là, notamment à partir du 2 juillet. La rivière ne contient plus guère d'eau mais charrie lentement des excréments humains et animaux, des animaux morts, des entrailles venues des abattoirs, des aliments avariés, et les déchets industriels venus des usines. Les habitants fuient la rivière et se cachent derrière leurs mouchoirs. Le chancelier de l'Échiquier Benjamin Disraeli décrit le fleuve comme « une mare stygienne puant avec une horreur ineffable et insupportable » (« a Stygian pool reeking with ineffable and unbearable horror »).
La presse s'empare du sujet et moque l'impuissance des pouvoirs publics face à ce fléau. Diverses professions sont touchées. Si les pêcheurs avaient déjà cessé de pêcher dans la Tamise vingt ans auparavant avec la disparition des saumons, les bacs voient toute leur clientèle fuir le plus possible la Tamise. Des ouvriers devant travailler à proximité de la rivière se mettent en grève. Au Parlement, sis normalement au palais de Westminster au bord de la Tamise, on essaie d'imbiber les rideaux de chlorure de calcium pour atténuer l'odeur, sans succès : le Parlement ajourne certaines sessions et déménage à Hampton Court. Les cours de justice à proximité raccourcissent leurs procédures, et commencent à déménager à Oxford et St Albans. Les classes aisées partent à la campagne, mais la classe ouvrière doit rester et tenir.
Si l'odeur est particulièrement insupportable pendant cet été, elle est aussi considérée comme pestilentielle et potentiellement mortelle, car porteuse du choléra. À l'époque, la façon dont cette maladie se transmettait était méconnue, et l'on pensait communément qu'elle était transmise par des « miasmes » dans l'air ambiant. Les précédentes épidémies de choléra (comme celle de 1848-49 où la mortalité atteignit 1,3 ‰, ou celle de 1854 à Soho) avaient mené à des recherches, identifiant progressivement l'eau polluée comme principale source de contamination, de même que pour la typhoïde, mais les travaux nécessaires avaient mis du temps à être accomplis. John Snow avait ainsi mis en évidence en 1854 que l'eau était responsable de la contamination ; mais ses théories n'étaient guère prises au sérieux au moment de sa mort, le 16 juin 1858.
Alors que les odeurs envahissent la ville entière, des rumeurs commencent à circuler, comme l'invasion de mouches bleues géantes. Quelques ingénieurs essayent de résoudre le problème en déversant plusieurs tonnes de produits chimiques dans la rivière, comme du chlorure de calcium, de la chaux et de l'acide carbolique. Mais l'effet qu'auraient pu avoir ces produits est vite annulé par la quantité de boues et de déchets qui arrivent quotidiennement dans la Tamise.
Finalement, après environ deux semaines de panique et de scandale, la pluie finit par arriver mi-juillet, dilue les boues et redonne à la Tamise son apparence habituelle. Les odeurs partent rapidement, mais le traumatisme reste : moins de trois semaines après, le 2 août 1858, le Parlement vote une loi pour « étendre les pouvoirs du Metropolitan Board of Works pour la purification de la Tamise et le drainage de la Métropole ». C'est le début d'une révolution sanitaire.

## Conséquences: le nouveau système sanitaire

### Relance des projets d'égouts

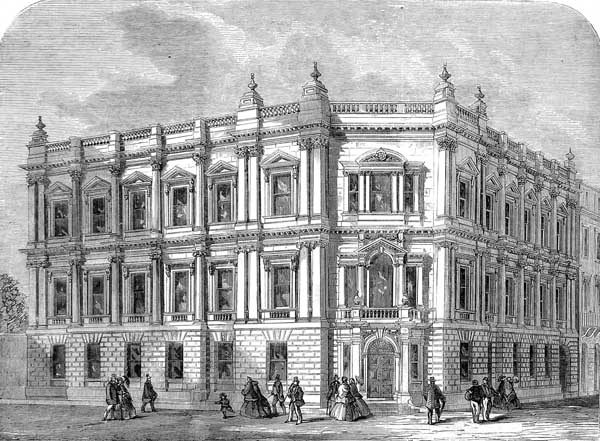
Vue du siège du Metropolitan Board of Works en 1860.

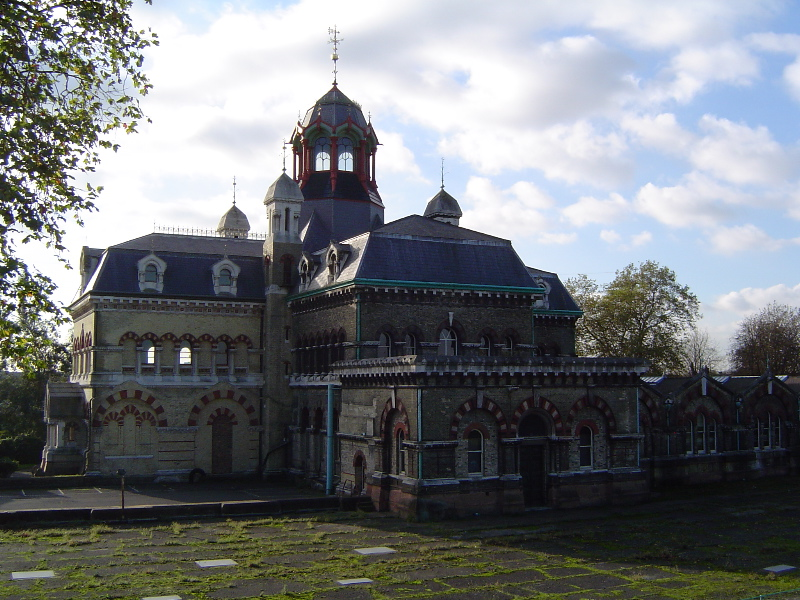
L’ancienne station de pompage d'Abbey Mills, conçue par l'ingénieur Joseph Bazalgette, Edmund Cooper et l'architecte Charles Driver, et construite entre 1865 et 1868.

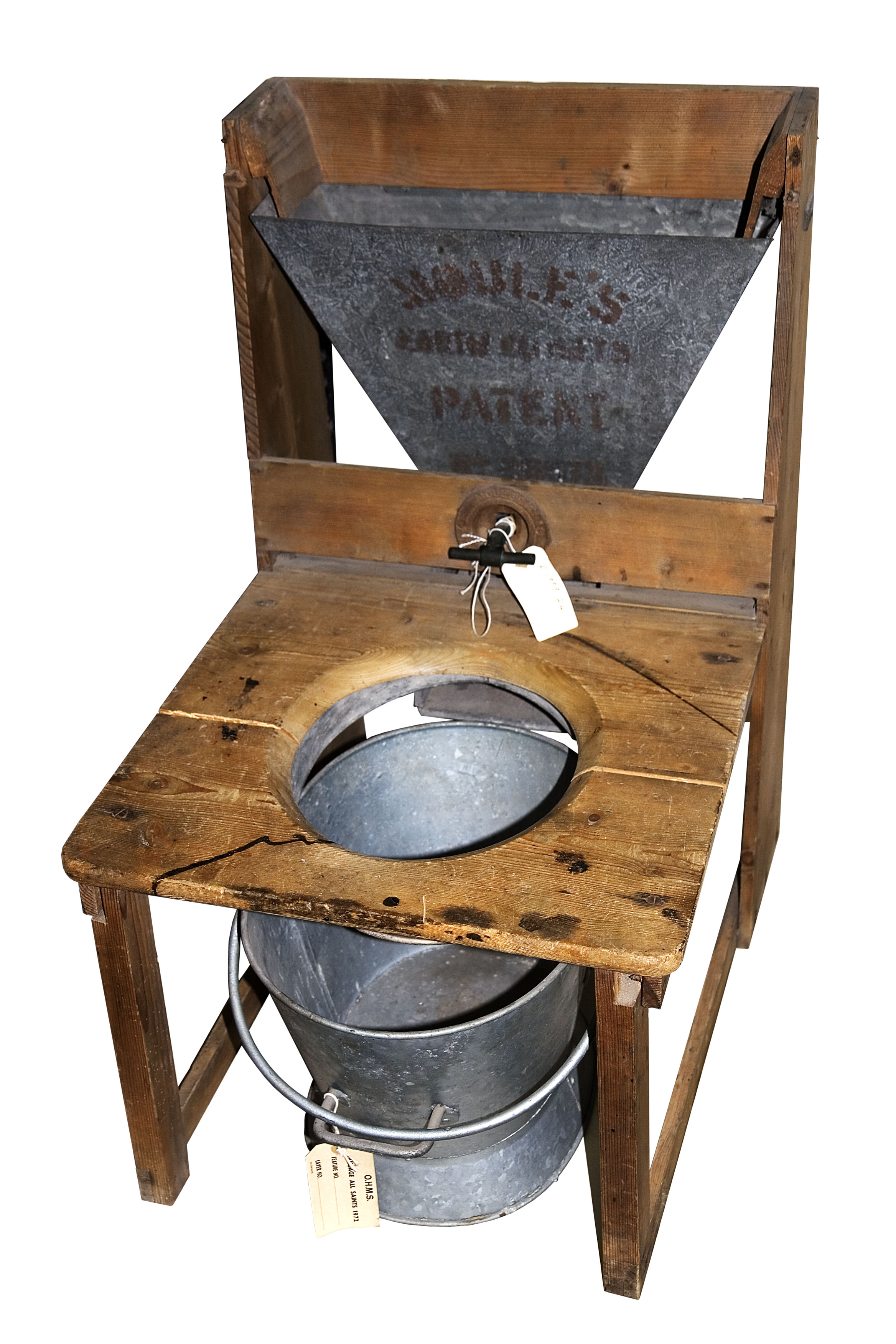
Toilettes sèches de Henry Moule, en 1875.

La création d'égouts n'a pas démarré avec la Grande Puanteur. En 1834, le peintre John Martin proposait déjà plusieurs plans pour créer un système d'égouts comprenant des canaux d'interception le long de la Tamise, la rénovation complète des bancs du fleuve, et deux réceptacles à ordures, l'un pour le compostage et l'autre pour l'incinération. Le plan des canaux d'interception fut proposé plus sérieusement par Cubitt et Stephenson, et finit par convaincre Joseph Bazalgette. La situation sanitaire avait poussé à la création de la Metropolitan Commission for Sewers en 1847, afin d'enquêter sur les problèmes et solutions. Les égouts existants sont inspectés, et les descriptions sont éloquentes :

« L'odeur était des plus horribles, l'air étant tellement chargé que les explosions et les poches de gaz toxiques étaient fréquentes. Nous avions failli perdre une de nos équipes dans une de ces poches, alors que le dernier homme était happé, inconscient, par un dépôt noir et fétide de deux pieds d'épaisseur. »

Entre 1847 et 1858, six commissions différentes avaient évalué 137 solutions possibles, sans faire avancer le problème.
Le Metropolitan Board of Works (MBW) remplace la Commission en 1855. Dans les semaines suivant la grande Puanteur de 1858, 3 millions de livres sont alloués au projet de Joseph Bazalgette, directeur du MBW : la construction d'un réseau complet d'égouts. Pendant les sept années suivantes, les tunnels sont creusés : 132 km d'égouts d'interception, 400 km d'égouts principaux et 21 000 km d'égouts locaux sont mis en place, acheminant toutes les eaux usées jusqu'à Barking et Crossness, où de grandes pompes les écoulent dans la Tamise lorsque le courant est favorable. Les eaux ne sont pas plus traitées qu'auparavant, mais la ville de Londres est relativement épargnée par la pollution. La question du traitement sera le problème de la génération suivante. Le réseau, largement surdimensionné, est encore en service au début du XXIe siècle.
Au milieu du XIXe siècle, à Londres, plusieurs systèmes de toilettes sèches ont été mis au point et commercialisés, comme l’Earth-Closet de Henry Moule, breveté (1860), fabriqué et vendu pendant plusieurs décennies. Le catalogue d'Henry Moule propose entre autres des toilettes qui déversent de façon automatique une quantité de terre définie, une toilette chauffant pour supprimer les odeurs, des systèmes ventilés et d'autres modèles plus basiques pour les collectivités.

### Maladies et «miasmes»
À long terme, cette création d'égouts et l'assainissement de la ville qui a suivi ont eu d'excellentes conséquences sur la santé des habitants de Londres. Mais, ironiquement, le Dr William Budd, expert de la typhoïde publia en 1873 un rapport sur la mortalité et la morbidité en 1858, qui montrait un « fait particulier de cette année, la diminution de la prévalence des fièvres, diarrhées et autres maladies communément associées aux émanations putrides » : la peur des Londoniens n'avait pas été tant justifiée.

## Métiers de l'époque
- Tosher : Un tosher parcourait les égouts à la recherche d'objets à récupérer. Avant la Grande Puanteur, les toshers étaient vus comme formant une classe sociale inférieure, en raison de leur odeur. Les toshers travaillaient souvent en famille, et développaient une certaine tolérance aux maladies que l'on peut contracter dans un tel milieu[3]. Il y avait également les grubbers, faisant un travail similaire mais dans les canaux à ciel ouvert. La récupération informelle effectuée par les toshers et les grubbers permettait un meilleur écoulement des égouts, en enlevant ce qui pouvait bloquer les conduites.
- Mudlark : les mudlarks parcouraient la boue (mud) de la Tamise, également à la recherche d'objets à récupérer. Il s'agissait généralement de jeunes enfants, qui revendaient ensuite leurs découvertes pour quelques pence par jour[11]
- Nightmen : les nightmen (« hommes de la nuit ») ou nightsoil men (« hommes de la fange ») vidangeaient les fosses d'aisance et emmenaient les boues de la ville vers les fermes pour les réutiliser comme engrais. Un fermier payait environ 2 shilling et 6 pence à l'époque de la Grande Puanteur. Ce commerce commença à péricliter avec l'arrivée du guano moins cher d'Amérique du Sud en 1847, et s'éteignit presque entièrement vers 1870[3].
- Flusherman : les flushermen étaient employés par les entreprises d'égouts, pour débloquer les conduites en enlevant les débris qui pourraient gêner le flot. « Les flushermen portaient, au travail, une solide combinaison bleue, étanche (mais pas autant que par le passé, car les hommes se plaignaient de la transpiration ainsi causée), boutonnée serrée sur la poitrine, et descendant jusqu'aux genoux, où elle est rejointe par d'énormes bottes en cuir, couvrant une partie de la cuisse, comme en portent certains pêcheurs de nos côtes. »[11].
- Attrapeur de rats : les attrapeurs de rats (rat-catchers) étaient engagés par la Ville pour attraper les rongeurs dans le système d'égouts, afin d'empêcher les maladies de se répandre à cause d'eux. Malgré leur faible paye, leur impact n'a pas été négligeable sur la santé des Londoniens, avant et après la Grande Puanteur[3].

## La Grande Puanteur dans la fiction
La Grande Puanteur sert de cadre à la seconde partie du roman d'Antonin Varenne, Trois mille chevaux-vapeur, paru en 2014, avec une longue description au long de la première partie du premier chapitre.
Le fleuve Ankh qui arrose Ankh-Morpork dans les Annales du Disque-monde, de Terry Pratchett, est inspiré de l’état de la Tamise durant cette période. Il y est décrit comme un fleuve dont les eaux sont tellement épaisses que l'on peut le traverser en courant dessus et dans lequel il est impossible de se noyer ; sa puanteur est telle que de nombreux envahisseurs ont rebroussé chemin après avoir passé les portes de la ville.
La Grande Puanteur est mentionnée dans le 24e tome des aventures de Blake et Mortimer, Le Testament de William S.. Mais il y a une erreur dans la bande dessinée : on voit une vignette représentant le Tower Bridge avec un texte où il est question de la Grande Puanteur qui a eu lieu en 1858. Or, il se trouve que le Tower Bridge n'était pas construit en 1858. Il a été construit dans les années 1880.
La Grande Puanteur est également mentionnée dans un roman jeunesse de Y.S Lee, le premier tome de la saga The Agency intitulé Le Pendentif de Jade.
La Grande Puanteur est le titre et le cadre de l'action du 6e tome de la série en bande dessinée "Shi" de Zidrou et Homs.

### Sources et bibliographie
- (en) Cet article est partiellement ou en totalité issu de l’article de Wikipédia en anglais intitulé « Great Stink » (voir la liste des auteurs).
- (en) David Barnes, The Great Stink of Paris and the Nineteenth-Century Struggle Against Filth and Germs, Johns Hopkins University Press, 2006.
- (en) Sir Edwin Chadwick, Report on the Sanitary Condition of the Labouring Population of Great Britain.
- (en) R. Trench & E. Hillman, London Under London : A subterranean guide, London: John Murray, 1984.